# Framtiden var här
Framtiden var här är ett musikalbum från 2010 av artisten Parken och gavs ut av skivbolaget Flora & Fauna. Albumet skrevs av Parken och albumets producent Henrik von Euler.

## Låtlista
1. Väntar på något stort – (3:10)
2. Kom tillbaka! – (3:55)
3. Borta som Atlantis – (4:48)
4. Annas sång – (3:46)
5. Jag önskar att i morgon aldrig kom – (4:00)
6. Definitivt Skånegatan – (3:26)
7. Ser du stjärnan i det grå? – (3:39)
8. Framtiden var här – (3:24)
9. Vartenda tåg – (4:11)

## Medverkande
- Parken – Sång, olika instrument
- Henrik von Euler – Olika instrument

## Recensioner
- Recension: Parken – Framtiden var här – Aftonbladet.se
- Recension: Parken – Framtiden var här – ZeroMagazine.nu
- Recension: Parken – Framtiden var här – Nojesguiden.se

### Fotnoter
1. ↑  ”Flora & Fauna | Parken – Double rainbow över Valla Torg”. Brilliant.nu. http://www.brilliant.nu/.
2. ↑  ”Framtiden var här | Svensk mediedatabas (SMDB)”. SMDB.KB.se. http://smdb.kb.se/catalog/id/002717281.